# Ремонтненское сельское поселение
Ремонтненское сельское поселение — муниципальное образование в Ремонтненском районе Ростовской области.
Административный центр поселения — село Ремонтное.

## География
Поселение расположено в центральной части Ремонтненского района. Климат территории поселения сухой и жаркий. Относительная влажность воздуха в летнее время падает до 30%. Большую часть года преобладают восточные ветры, несущие в теплый период суховеи и пыльные бури. Почвы в основном каштанового типа.

## История
Селение Джурук (ныне — Ремонтное) было основано в 1847 году при речке Джурук. В 1877 году в селении находилась церковь, несколько торговых и питейных заведений, две кузницы.
В годы Гражданской войны современная территория Ремонтненского района входила в Элистинский уезд. Ремонтненский уезд был образован 23 марта 1923 года. В него входили 4 волости и село Ремонтное.
До 1925 года территория Ремонтненского уезда и волости входила сначала в Астраханскую, затем в Царицынскую губернии, а потом и в Калмыцкую автономную область.
В 1926 году был образован Ремонтненский район. До 1937 года он входил в состав Азово-Черноморского края, а в 1937 году, с образованием Ростовской области, оказался включён в её состав.
Летом 1942 года район был захвачен немецкими войсками, освобождён Красной Армией в конце того же года.
В послевоенные годы хозяйства района были восстановлены в короткие сроки.
В настоящее время основным направлением экономической деятельности Ремонтненского сельского поселения является сельское хозяйство, которое представлено растениеводством и животноводством. 
Сельское поселение славится тонкорунной мериносной шерстью, которая собирается на овцеводческих предприятиях. Многие из выведенных здесь пород овец известны далеко за пределами области и занимают лидирующие позиции в овцеводстве России, а также регулярно одерживают победы на отраслевых выставках федерального и регионального уровней.

## Население
| 2010  | 2012  | 2013  | 2014  | 2015  | 2016  | 2017  |
| ----- | ----- | ----- | ----- | ----- | ----- | ----- |
| 7198  | ↘7037 | ↘6957 | ↘6844 | ↘6782 | ↘6736 | ↘6704 |
| 2018  | 2019  | 2020  | 2021  |       |       |       |
| ↘6682 | ↘6586 | ↘6526 | ↘6437 |       |       |       |

## Административное устройство
В состав Ремонтненского сельского поселения входит один населённый пункт - село Ремонтное.

## Местное самоуправление
Главы сельского поселения
- Б.В. Горбачёв

Главы администрации сельского поселения
- с 14 октября 2012 года - Алексей Яковлевич Яковенко[14]